# Stanisław Szafraniec

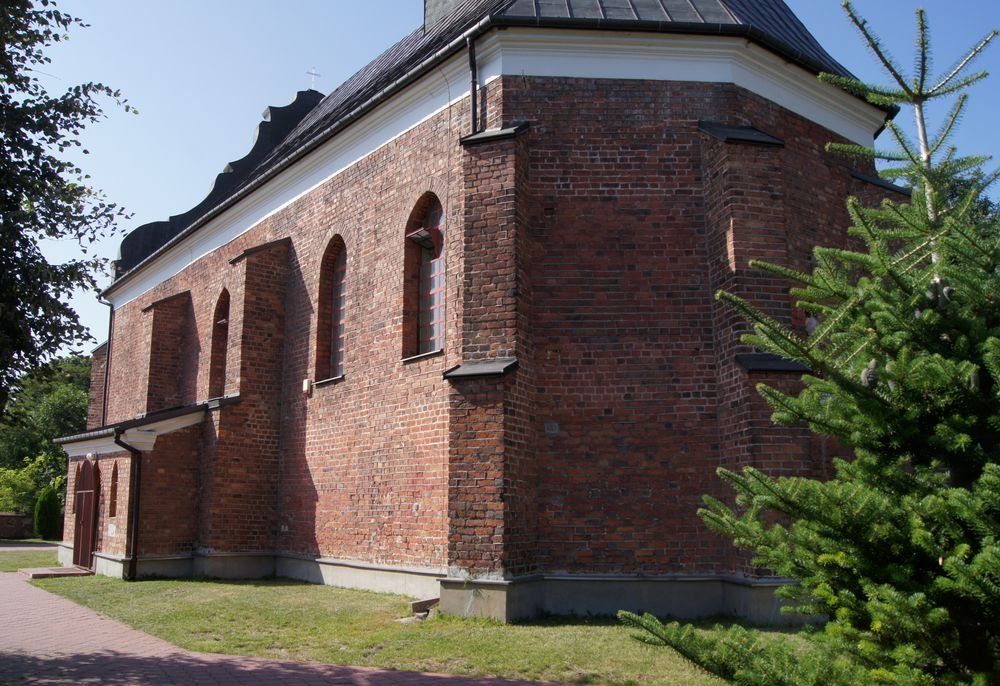
Die ehemalige calvinistische Kirche in Secemin, errichtet durch die Stiftung von Stanisław Szafraniec aus Pieskowa Skała. Im 16. Jahrhundert war sie eines der wichtigsten Zentren des Calvinismus in Kleinpolen und zugleich die Begräbnisstätte des Stifters selbst.

Stanisław Szafraniec von Pieskowa Skała (* zwischen 1525 und 1530; † 7. Januar 1598) war ein Wojewode von Sandomierz (1581–1587), Kastellan von Sandomierz (1576), Kastellan von Biecz (1569–1576), Vogt von Krakau (1589–1598), Vogt von Sandomierz (1566), Starost von Lelów (1563–1578), Marschall des Sejm-Abgeordnetenhauses im Jahr 1570 sowie des Konvokationssejms von 1574, Starost von Wolbrom und Förderer des Calvinismus in Kleinpolen.

## Leben
Er stammte aus einer Magnatenfamilie Kleinpolens und war ein Sohn von Piotr Szafraniec und Agnieszka Sienieńska sowie Enkel des Kastellans von Wiślica, Piotr Szafraniec. Früh verwaist, wurde er zunächst am Hof von Jan Tęczyński erzogen. Nach dessen Tod übernahm sein Onkel Hieronim, ein Höfling von König Sigismund I., die Verantwortung für Stanisławs Erziehung. 1545 wurde er zusammen mit seinem Cousin Mikołaj an den Hof von Herzog Albrecht Hohenzollern geschickt, wo er im Geiste des lutherischen Glaubens erzogen wurde. Nach seiner Rückkehr nach Polen heiratete er Anna Dembińska, die Tochter des Großkanzlers der Krone, Walenty Dembiński. Er war Abgeordneter der Woiwodschaft Krakau beim Sejm 1556/1557, dem Piotrków-Sejm 1562/1563, dem Piotrków-Sejm 1565, dem Lubliner Sejm 1569 und dem Sejm 1570. Im Jahr 1569 wurde er Kastellan von Biecz, 1576 Kastellan von Sandomierz, von 1581 bis 1587 Woiwode von Sandomierz und ab 1589 Vogt von Krakau.
Nach dem Tod von Sigismund II. August unterstützte er als entschiedener Gegner der Habsburger Heinrich von Valois. Nach dessen Flucht schlug er Wilhelm von Rosenberg als Kandidaten für den polnischen Thron vor. Stanisław Szafraniec stand Stephan Báthory kritisch gegenüber und setzte sich für die Verteidigung von Jan und Samuel Zborowski ein.
Stanisław Szafraniec war ein Befürworter religiöser Toleranz und der Einschränkung der Rechte der katholischen Kirche. Er war aktiv im Leben der protestantischen Kirche in Kleinpolen tätig. Zwischen 1550 und 1555 stiftete er in seinen Besitzungen calvinistische Kirchen in Secemin, Przeginia, Sąspów, Sułoszowa, Rogów und Krasocin. Nach dem Tod seines Onkels Hieronim Szafraniec übernahm er die Schirmherrschaft über die Gemeinde in Włoszczowa. In Secemin gründete er eine höhere Schule neben der calvinistischen Kirche, in der die Bürger von Secemin kostenlos unterrichtet wurden. Nach dem Tod des Reformators Jan Łaski im Jahr 1560 nahm er die Betreuung und Erziehung von Łaskis Sohn Samuel auf.
Als Vertreter der Krone des Königreichs Polen unterzeichnete er 1569 die Akte der Lubliner Union.
Im Jahr 1573 bestätigte er die Wahl Heinrichs III. von Valois zum König von Polen. Er war Abgeordneter des Krönungssejms von 1574 aus der Woiwodschaft Krakau. Ebenso war er Abgeordneter des Konvokationssejms von 1574 aus der Woiwodschaft Krakau sowie Abgeordneter des Krönungssejms von 1576 aus derselben Woiwodschaft. Im Jahr 1589 war er Abgeordneter des Versöhnungssejms aus der Woiwodschaft Sandomierz.
Im Jahr 1589 war er Unterzeichner der Ratifizierung des Vertrags von Bytom und Będzin während des Versöhnungssejms.
Stanisław Szafraniec war ein Förderer der Kunst. In den Jahren 1570–1580 ließ er das Schloss Pieskowa Skała im Renaissancestil umfassend umbauen und legte in der Nähe der Residenz einen Garten im italienischen Stil sowie ein Tiergehege an. Im Schloss befand sich auch eine umfangreiche Bibliothek.
Stanisław Szafraniec starb vermutlich in Wolbrom, und seine sterblichen Überreste wurden im Gebetshaus in Secemin (heute eine katholische Kirche) beigesetzt.
Als im Jahr 1616 das Gebetshaus in Secemin von den Katholiken übernommen wurde, wurde das Grabdenkmal von Stanisław Szafraniec zerstört, und die figürliche Grabplatte wurde im Pfarrbrunnen „versenkt“. Erst in den 1920er Jahren wurde die Grabskulptur wiedergefunden. Sie zeigt eine Figur in einer Rüstung, die in der Hand statt eines ritterlichen Zeichens ein Buch mit der Aufschrift: Deo et Patriae servivi hält.

Starykoń (Adelswappen) von Stanisław Szafraniec